# Indictie
Een indictie (van het Latijnse indictio, v. indicere = aankondigen, bepalen) is een vijftienjarige cyclus die door keizer Justinianus (keizer van 527 – 565) in 537 – waarschijnlijk in het kader van de belastingheffing – definitief werd vastgelegd.
De invoering van de indicties wordt toegeschreven aan Diocletianus (keizer van 284 – 305). Deze voerde nieuwe belastingen in die eerst om de vijf jaar en later om de vijftien jaar werden herzien. In de vroege middeleeuwen werd echter altijd gerekend vanaf de bekering van Constantijn de Grote (keizer van 308(?) – 337) in 312. In Nederland werden de indicties tot in de 16de eeuw gebruikt.
De terminologie met betrekking tot indicties is weinig eenduidig geweest. In de vroege middeleeuwen was het gebruikelijk wél de plaats van het indictiejaar in de cyclus te noemen, maar het aantal cycli weg te laten.

## Rol van de indicties
Indicties werden gebruikt om documenten te dateren. Er zijn verschillende stijlen die meestal gekenmerkt worden door het begin van een tijdperk:
- De indictio graeca (constantionopolitanum) begint op 1 september en werd vooral gebruikt in het Byzantijnse rijk en tot 1087 in de pauselijke kanselarij.

N.B. Het kerkelijke jaar in de orthodoxe kerk begint op 1 september.
- De indictio Bedana begint op 24 september. Zij werd geëntameerd door de Angelsaksische monnik en kerkleraar Beda.
- De indictio Romana (pontificia) begint op 1 januari (de nieuwjaarsindictie) of op 25 december en werd vooral in de late middeleeuwen gebruikt. De pauselijke curie gebruikte deze indictie vanaf 1087.

Door vanaf de bekering van Constantijn de Grote in 312 terug te rekenen kan worden vastgesteld dat het geboortejaar van Christus valt in het 4de jaar van de eerste indictie. Om de christelijke jaartelling en de jaartelling gebaseerd op indicties parallel te laten lopen, zal het de eerste indictie moeten laten beginnen in het jaar 3 voor Christus.

## Uitwerking
Een pauselijke document vermeldt naast het jaartal 1322 het indictiecijfer 15. Klopt dat?
Zoals boven vermeld gebruikte de pauselijke ambtenarij vanaf 1087 de indictio Romana. We rekenen nu als volgt: Vermeerder het jaartal met 3 en deel de som door 15. Het document werd dus in de 88ste indictie geschreven (hetgeen niet werd vermeld). De rest (5) geeft aan dat dat gebeurde in het 5de jaar van die indictie . Het cijfer 15 is dus onjuist. Of geldt dat voor het jaartal? In het algemeen geldt dat voor het dateren van middeleeuwse documenten naast indicties andere gegevens nodig zijn.
In formulevorm: Indictie =1 + (jaartal + 2) mod 15.